# L'Arbalète (film)
Pour les articles homonymes, voir Arbalète (homonymie).
Pour plus de détails, voir Fiche technique et Distribution.
L'Arbalète est un film français d'action réalisé par Sergio Gobbi, sorti en salles en France le 14 novembre 1984.

## Synopsis
L'histoire parle de conflits et de batailles entre des groupes ethniques dans les rues de Paris. Dans le passé, Vincent faisait partie de ces groupes ethniques et c'est un ancien petit délinquant. Maintenant devenu inspecteur de police à la brigade des mœurs, il est chargé par le commissaire divisionnaire Rigault d'infiltrer ces groupes et de devenir un loubard comme il l'était dans le passé. Aidé de l'Arbalète, une femme prostituée et droguée, Vincent s'oppose à Falco, policier raciste et partisan de la manière forte.

## Fiche technique
- Titre : L'Arbalète
- Réalisation : Sergio Gobbi
- Scénario : Sergio Gobbi
- Musique originale : Jacques Revaux
- Photographie : Richard Andry
- Montage : Robert Rongier
- Décors : Frédéric Duru
- Son : Lucien Yvonnet
- Production : Sergio Gobbi
- Pays de production :  France
- Genre : action
- Date de sortie : France : 14 novembre 1984
- Interdit aux moins de 12 ans

## Distribution
- Daniel Auteuil : Inspecteur Vincent
- Marisa Berenson : L'Arbalète
- Marcel Bozzuffi : Falco
- Daniel Ubaud : Le chef des "Viets"
- Michel Beaune : Rigault
- Guy Di Rigo : Silva
- Mohamed Ben Smail : Le chef des Arabes
- Alex Descas : Le chef des 'Blackies
- Joseph Momo : Un revendeur
- Didier Sauvegrain : Le chef des "Justiciers"
- Piotr Stanislas
- Philippe Gouinguenet
- Pierre-Marie Escourrou
- Bonnafet Tarbouriech
- Isaach De Bankolé
- Isabelle Mergault